# Покровский Хотьков монастырь
Покро́вский Хотько́в монасты́рь — женский монастырь Русской православной церкви, расположенный в Хотькове на реке Паже. До 1918 года был штатным монастырём 3-го класса, с 1992 года считается ставропигиальным.

## История
Дата основания не известна, впервые упоминается в 1308 году. Изначально был мужеско-женским. В 1330-х годах в его стенах приняли монашеский постриг родители Сергия Радонежского преподобные Кирилл и Мария Радонежские. Вскоре после этого они умерли и здесь же были похоронены. Впоследствии их могилы стали главной местной святыней. До ухода в пустынножитие в монастыре жил иноком также старший брат Сергия Стефан.
Долгое время монастырь был бедным. В 1506 году монастырю, где проживало всего 17 старцев и стариц, была дарована великокняжеская руга — ежегодное продовольственное содержание. Между 1506 и 1544 годами он стал исключительно женским, и в 1544 году Иван Грозный передал его в управление Троицкому монастырю, что, однако, не сильно поправило дела Покровской обители. Тем не менее в 1580 году к уже существующей деревянной Покровской церкви была добавлена деревянная Никольская. В 1644—1648 годах на средства стольника Василия Янова Покровский храм был отстроен в камне, став первым каменным строением на территории монастыря.
В XVI—XVIII веках на территории монастыря проживало около 40 монахинь. В 1764 году Покровский монастырь был отписан от Троице-Сергиевой лавры и стал самостоятельным. В это время в нём проживали, помимо 41 монахини, 74 белицы. К концу XVIII века общее число обитателей монастыря достигло 280, а позже — 400. В начале XIX века при игумении Евпраксии монастырь достиг своего расцвета, началось масштабное строительство.
Монастырь стал особножитным, то есть каждая монахиня имела свою келью и жила собственным хозяйством. Всё, что производили в монастыре, продавали на рынке, расположенном прямо на территории обители. Здесь же торговали жители окрестных сёл и деревень. С 1840 по 1871 год происходил постепенный переход к общежитию (проживанию в предоставленных монастырём кельях и содержанию за счёт монастыря). В 1851—1852 годах торг был вынесен за монастырские стены. К 1913 году при монастыре находились школа на 60—70 учеников обоих полов (основана в 1884 году), иконописная мастерская (открыта в середине XIX века), больница на 10 мест и богадельня.
В 1922 году монастырь был закрыт, и только в 1989 году монашеская жизнь возобновилась, состоялся первый молебен и начались восстановительные работы. Ныне при монастыре работают воскресная школа и богословские курсы, 14 октября 2000 года открыт приют-пансионат для девочек.

## Архитектура
Святые ворота, обращённые к Троице-Сергиевой лавре, были построены в 1742—1745 годах, как раз в то время, как Троице-Сергиев монастырь был признан «первенствующим монастырем России» и стал лаврой. В 1781 году построена ограда монастыря с четырьмя башенками, а в 1791 году над Святыми воротами сооружена надвратная церковь во имя Рождества Иоанна Предтечи.
Планировка монастыря продольно-осевая — вдоль него идёт центральная улица, некогда служившая паломникам отрезком дороги к Троице-Сергиевой лавре. По существовавшей традиции, перед посещением лавры следовало поклониться родителям Сергия. В 1834 году в центре монастыря прямо на бывшей дороге была поставлена четырёхъярусная колокольня с часами, придавшая его архитектурному ансамблю композиционную целостность.
В 1851—1852 годах построена объездная дорога (ныне улица Кооперативная); сквозной проезд через монастырь перекрыт. Колокольня была разобрана в 1930-х годах.
В 1812—1816 годах на месте храма XVII века построен Покровский собор (строивший его архитектор неизвестен). Это оштукатуренный кирпичный пятиглавый храм, типичный для эпохи классицизма. Четыре малых барабана глухие. Фасады украшены портиками коринфского ордера и ленточным рустом. В соборе находятся мощи преподобных Кирилла и Марии.
На месте южной линии ограды в 1826 году построены два корпуса келий с двумя квадратными башнями.
Никольский собор в византийском стиле построен при игуменье Филарете II (Меркурьевой) в 1900—1904 годах по проекту архитектора Александра Латкова на средства монастыря, пожертвования прихожан и при некоторой помощи Троице-Сергиевой лавры, выделившей примерно 5 % использованного кирпича. Ранее на его месте находилась тёплая каменная церковь Николая Чудотворца, с приделами во имя апостолов Петра и Павла, сменившая старую деревянную в 1765—1768 годах. Собор был освящён 25—26 сентября (18—19 октября) 1904 года, росписи выполнены в 1911 году.
Он представляет собой одноглавый (изначально пятиглавый) храм крестово-купольного типа с высоким приподнятым световым барабаном и позолоченным куполом. В центральной части фасадов находятся ризалиты, завершённые полукруглыми закомарами. В 2007 году начата реставрация собора, по плану включающая в себя воссоздание четырёх малых куполов и замену центрального.
В 1899—1906 годах по проекту Александра Латкова построены также келейный корпус, просфорная.

## Настоятели
- Игуменья Олимпиада (Баранова)

## Духовенство
- Протоиерей Владимир Верига (с 1991 года — ещё до возобновления монашеской жизни в обители; в 1993 году назначен штатным священником обители; отошёл ко Господу 23.01.2020)[3].